# クレージーのぶちゃむくれ大発見
『クレージーのぶちゃむくれ大発見』（クレージーのぶちゃむくれだいはっけん）は、1969年に公開されたクレージーキャッツ主演作品。「作戦シリーズ」第12作。

## ストーリー
東西電気の花川戸大五郎は、コンピューターの売り込みに忙しい毎日。得意先の接待で高級クラブ「あんぶれら」に通いつめる。「あんぶれら」人気No.1ホステス・好子の未収金を回収するため、東西電気へ掛け合いに出かけたフロアマネージャーの植村浩は、花川戸のツケが振り込まれるようにプログラマーの谷井明を説得し、コンピューターを操作させる。しかし手違いで東西電気の利益全てが好子の口座へ入金されてしまい、肝心の好子は行方不明。慌てた3人は、コンピューター捜査に嫌気がさして警察を辞めた犬丸刑事と、犯行の手口がコンピューターに全て読まれてしまうため泥棒をやめた八重桜の留吉の2人が経営する“サンセット秘密探偵社”に調査を依頼する。しかし、やっと探し当てた好子は何者かに殺害されていた。会社に気付かれないうちに何とか銀行の金を引き出したい3人は、脳手術の権威・石渡医師の協力を得て、好子に人工頭脳を移植し、蘇らせることに成功した。好子を伴って銀行へと赴き、口座の金を全額引き出して一安心かと思いきや、3人は公金横領の疑いで逮捕されてしまう。疑いが晴れ、釈放された3人を迎えに来たのは好子だった。3人は好子にレッスンを受けさせ、タレントとして売り出しにかかる。

## 関連項目

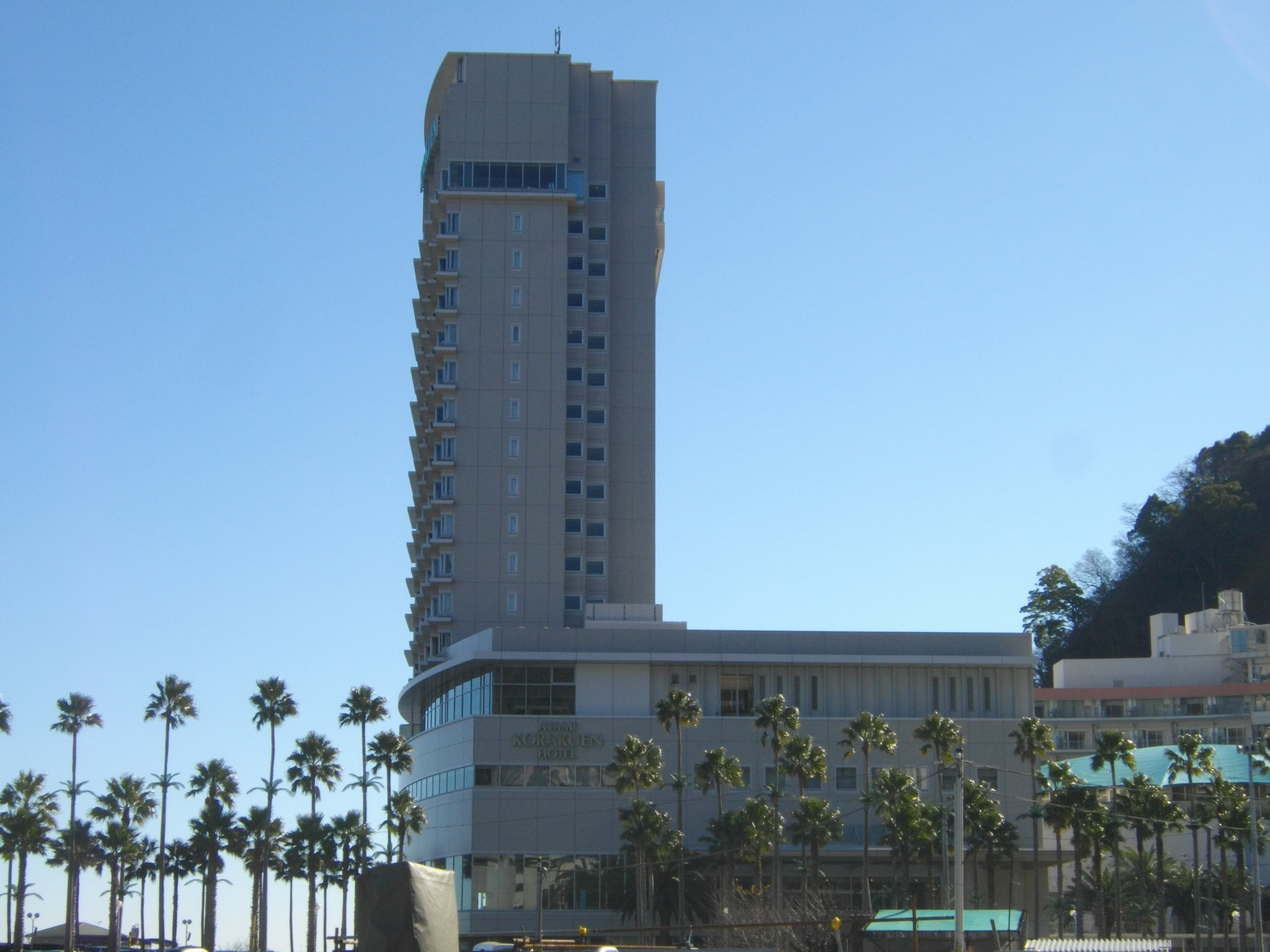
クライマックスの場面として使われた「熱海後楽園ホテル」

## スタッフ
- 製作：渡辺晋、大森幹彦
- 監督：古澤憲吾
- 脚本：田波靖男
- 音楽：山本直純

## キャスト
- 植村浩：植木等
- 谷井明：谷啓
- 花川戸大五郎：ハナ肇
- 犬丸刑事：犬塚弘
- 八重桜の留吉：桜井センリ
- 安西：安田伸
- 石渡医師：石橋エータロー
- 天野好子：中山麻里
- 花川戸若子：春川ますみ
- つゆ子（クラブのマダム）：浦島千歌子
- 中島部長：人見明
- 鬼熊：東野英治郎
- 患者：なべおさみ
- 警官：熊倉一雄
- 東洋テレビ局員：青島幸男
- 俳優：小松政夫
- 赤沢：桐野洋雄
- 集金人：加藤茶
- 大木社長：山本直純
- 大木広告社宣伝部長：佐田豊

## 主題歌・挿入歌
「恋のしずく」
作詞：安井かずみ
作曲：平尾昌晃
歌：植木等・中山麻里　※オリジナルは伊東ゆかり
「俺は売り出し中」
作詞：山口あかり
作曲：山本直純
歌：植木等
「淋しそうなあなた」
作詞・作曲：平尾昌晃
補作詞：安井かずみ
歌：中尾ミエ ※中尾の出演はなし（中山麻里が歌うシーンで、音声のみ使用）
「大きいことはいいことだ」
作詞：村瀬尚
作曲：山本直純
歌：クレージーキャッツ・山本直純
アカペラで一瞬のみ歌われ、下記の「軍艦マーチ」～「笑って笑って幸せに」へとつながる。原曲は、山本が出演した森永製菓「エールチョコレート」のCMソング。
「笑って笑って幸せに」
作詞：山口あかり
作曲：平尾昌晃
編曲：萩原哲晶
歌：クレージーキャッツ
主題歌。当時開催されていた“大銀座まつり”のパレードにカメラを持ち込み、クレージーも参加して撮影されたラストシーンで歌われる。1968年ごろ制作され、TV番組『植木等ショー』などでも披露されていたが、当時、レコードは発売されずに終った。その後、1993年に本作で使用されたバージョンが、1995年にはレコード発売を前提に録音されていたバージョン（本作の音楽テープの中に、モノラルでコピーされ残されていたもの。メンバー全員のソロがあり、アレンジ（編曲：森岡賢一郎）も異なる）が、それぞれCD化された。
ちなみにこのシーンでは、まず古澤十八番の「軍艦マーチ（軍艦行進曲）」が流れ、そのまま間断なく同曲へとつないでいる。

## 同時上映
『フレッシュマン若大将』
脚本：田波靖男 / 監督：福田純 / 主演：加山雄三
「若大将シリーズ」第15作で、「社会人編」となってからは1作目である。
クレージー映画と「若大将シリーズ」（および加山主演作）のカップリングは、これが最後となった。